# ایبسن ۵۶۹۶
سیارک ۵۶۹۶ (به انگلیسی: 5696 Ibsen، نامگذاری:4582P-L) پنج هزار و ششصد و نود و ششمین سیارک کشف شده‌است که در ۲۴ سپتامبر ۱۹۶۰ کشف شد.
قدر مطلق سیارک برابر ۱۲٫۵۰ است.